# Contea di Capel
La contea di Capel è una delle dodici Local Government Areas che si trovano nella regione di South West, in Australia Occidentale. Essa si estende su di una superficie di circa 554 chilometri quadrati ed ha una popolazione di 11.798 abitanti.